# Petalidium obesum
Petalidium obesum är en kräftdjursart som först beskrevs av Henrik Nikolai Krøyer 1855.  Petalidium obesum ingår i släktet Petalidium och familjen Sergestidae. Inga underarter finns listade i Catalogue of Life.